# Évelyn Séléna
Pour les articles homonymes, voir Selena et Schetrit.
Évelyn Schetrit, plus connue sous le nom d’Évelyn Séléna, est une actrice française, née le 19 juillet 1939 à Casablanca au Maroc, et morte le 25 mars 2025 dans le 14e arrondissement de Paris.
Très active dans le milieu du doublage, elle est notamment connue pour être la voix française des actrices Glenn Close, Candice Bergen et Jane Seymour, ainsi que l'une des voix françaises de Meryl Streep, Helen Mirren, Jane Fonda et Carrie Fisher (pour le rôle de la princesse Leia dans la trilogie Star Wars originale), mais également la voix de Linda Gray avec son personnage de Sue Ellen Ewing dans la série télévisée Dallas (1978-1991), de Jaclyn Smith alias Kelly dans la série Drôles de dames ou la première voix de Shyrka dans la série animée Ulysse 31.

## Biographie
Fille d'Abner Max Schetrit et d'Esther Cohen, Évelyn Séléna commence sa carrière dans son pays natal, le Maroc, en enregistrant pour la radio des programmes de jeunesse et des pièces de théâtre sous le pseudonyme Évelyn Flore,.
Elle est élève au Conservatoire de Rabat puis au Conservatoire national supérieur d'art dramatique de Paris à partir de 1964.
En France, elle joue notamment aux côtés de Fernandel dans La Cuisine au beurre, mais réalise une grande partie de sa carrière dans le monde du doublage. Elle a notamment prêté sa voix à Meryl Streep (Out of Africa, Angels in America, etc.), Glenn Close (Les Liaisons dangereuses, Liaison fatale, etc.) ou encore Carrie Fisher (la première trilogie Star Wars), mais est également connue à la télévision pour ses doublages de Linda Gray (Dallas), Jaclyn Smith (Drôles de dames), Jane Seymour (Docteur Quinn, femme médecin) ou encore Candice Bergen (Boston Justice, Murphy Brown).
Son dernier doublage connu a été diffusé en octobre 2019 lors de l'ultime épisode de la série (débutée en 2002) Double Jeu sur l'actrice Senta Berger.
Elle meurt le 25 mars 2025, à Paris, à l'âge de 85 ans. Sa disparition est annoncée le 2 juin 2025.

## Théâtre
- 1962 : La Fourmi dans le corps de Jacques Audiberti, mise en scène André Barsacq, Comédie-Française
- 1980 : L'Homme au chapeau de porcelaine de Fernando Arrabal, mise en scène Gérard Hernandez, Théâtre Tristan-Bernard

### Au théâtre ce soir
- 1976 : Au théâtre ce soir : Le Pirate de Raymond Castans, mise en scène Jacques Sereys, réalisation Pierre Sabbagh, théâtre Édouard VII : Louisette

## Filmographie

### Cinéma
- 1962 : La Parole est au témoin de Jean Faurez
- 1963 : La Cuisine au beurre de Gilles Grangier : Louise
- 1970 : Heureux qui comme Ulysse d'Henri Colpi : Ginette
- 1980 : Rodriguez au pays des merguez de Philippe Clair : Carmen

### Télévision
- 1975 : Jack de Serge Hanin : Ida de Barancy
- 1975 : Mozart de Franck Andron : Mme d'Epinay

## Radio
- 1967 : Urbi et orbi de René de Obaldia, réalisé par Jean-Jacques Vierne, France Culture[10]
- 1972 : Les Maîtres du mystère : Tendres aveux de Fred Kassak, réalisé par Pierre Billard, France Inter
- 1972 : Les Maîtres du mystère : Les demoiselles de Douarnenez, réalisé par Pierre Billard

## Doublage

### Cinéma

#### Films
- Glenn Close dans :
  - Liaison fatale (1987) : Alexandra "Alex" Forrest
  - Les Liaisons dangereuses (1988) : Mme de Merteuil
  - Famille immédiate (1989) : Linda Spector
  - Le Mystère von Bülow (1990) : Sunny von Bülow
  - Hamlet (1990) : Gertrude
  - La Tentation de Vénus (1991) : Karin Anderson
  - Le Journal (1994) : Alicia Clark
  - Mary Reilly (1996) : Mme Farraday
  - Mars Attacks! (1996) : Marsha Dale
  - Paradise Road (1997) : Adrienne Pargiter
  - In and Out (1997) : elle-même
  - Ce que je sais d'elle... d'un simple regard (2000) : Dr. Elaine Keener
  - Le Divorce (2003) : Olivia Pace
  - Et l'homme créa la femme (2004) : Claire Wellington
  - Génération Rx (2005) : Carrie Johnson
  - Le Temps d'un été (2007) : Mrs. Wittenborn
  - La Fabuleuse Gilly Hopkins (2015) : Nonnie Hopkins
  - The Last Girl : Celle qui a tous les dons (2017) : Dr. Caroline Caldwell
  - Seven Sisters (2017) : Nicolette Cayman
  - The Wilde Wedding (en) (2017) : Eve

- Helen Mirren dans : 
  - Excalibur (1981) : Morgane
  - Soleil de nuit (1985) : Galina Ivanova
  - The Pledge (2001) : Docteur
  - The Queen (2006) : la reine Élisabeth II
  - Benjamin Gates et le Livre des secrets (2008) : Emily Appleton
  - Cœur d'encre (2008) : Elinor Loredan
  - Red (2010) : Victoria
  - Brighton Rock (2011) : Ida
  - Red 2 (2013) : Victoria
  - Les Recettes du bonheur (2014) : Madame Mallory
  - La Malédiction Winchester (2018) : Sarah Winchester

- Jane Seymour dans :
  - Les Naufragés du Pacifique (1998) : Anna Robinson
  - Les Chevaux de la tourmente (2002) : Fiona Kelsey
  - Serial noceurs (2005) : Kathleen Cleary
  - Blind Dating (2006) : Dr Evans (doublage tardif en 2017)
  - Amour, Mariage et Petits Tracas (2011) : Betty
  - Coup de foudre à Austenland (2013) : Mme Wattlesbrook
  - Sandy Wexler (2017) : Cindy Marvelle
  - Little Italy (2018) : Corrine

- Jane Fonda dans :
  - Maison de poupée (1973) : Nora Helmer
  - Julia (1977) : Lillian Hellman
  - Comment se débarrasser de son patron (1980) : Judy Bernly
  - Une femme d'affaires (1981) : Lee Winters
  - La Maison du lac (1981) : Chelsea Thayer Wayne
  - Mère-fille, mode d'emploi (2007) : Georgia
  - Le Majordome (2013) : Nancy Reagan

- Meryl Streep dans : 
  - Out of Africa (1985) : Karen Blixen
  - La Brûlure (1986) : Rachel Samstat
  - La Maison aux esprits (1994) : Clara del Valle Trueba
  - La Rivière sauvage (1994) : Gail Hartman
  - Contre-jour (1998) : Kate Gulden
  - Les Désastreuses Aventures des orphelins Baudelaire (2004) : tante Agrippine
  - Petites Confidences (à ma psy) (2005) : Lisa Metzger

- Judi Dench dans :
  - Orgueil et Préjugés (2005) : Lady Catherine de Bourg
  - Madame Henderson présente (2005) : Laura Henderson
  - Chronique d'un scandale (2006) : Barbara Covett
  - My Week with Marilyn (2011) : Dame Sybil Thorndike
  - Philomena (2013) : Philomena Lee
  - Le Crime de l'Orient-Express (2017) : Princesse Natalya Dragomiroff

- Joanna Cassidy dans :
  - Le chat connaît l'assassin (1977) : Laura Birdwell
  - 1969 (1988) : Ev Carr
  - Panique chez les Crandell (1991) : Rose Lindsey
  - Un vampire à Brooklyn (1995) : capitaine Dewey
  - Les Sorcières des Caraïbes (2005) : professeur Avesbury

- Laura Antonelli dans :
  - Malicia (1973) : Angela La Barbera
  - Péché véniel (1974) : Laura
  - Mon Dieu, comment suis-je tombée si bas ? (1974) : Eugenia Di Maqueda
  - Rosa, chaste et pure (1981) : Rosa Di Maggio
  - Marche au pas ! (1982) : Marianna

- Candice Bergen dans : 
  - Miss Détective (2000) : Kathy Morningside
  - Sex and the City, le film (2008) : Enid Frick
  - Les Meilleurs Amis (2010) : Augusta[11]
  - Un foutu conte de Noël (2014) : Donna Mitchler

- Ann-Margret dans :
  - Magic (1978) : Peggy Ann Snow
  - Les Grincheux (1993) : Ariel
  - Les Grincheux 2 (1995) : Ariel
  - L'Enfer du dimanche (1999) : Margaret Pagniacci

- Jaclyn Smith dans :
  - Les Derniers Aventuriers (1970) : Belinda, la journaliste
  - Crashs en série (1999) : Renee Brennan
  - Charlie's Angels 2 (2003) : Kelly Garrett

- Jacqueline Bisset dans :
  - Airport (1970) : Gwen Meighen
  - Domino (2005) : Sophie Wynn
  - Save the Last Dance 2 (2006) : Monique Delacroix

- Carrie Fisher dans :
  - Star Wars, épisode IV : Un nouvel espoir (1977) : la princesse Leia
  - Star Wars, épisode V : L'Empire contre-attaque (1980) : la princesse Leia
  - Star Wars, épisode VI : Le Retour du Jedi (1983) : la princesse Leia

- Lena Olin dans :
  - L'Insoutenable Légèreté de l'être (1988) : Sabina
  - Mr. Jones (1991) : docteur Elizabeth Bowen
  - La Reine des damnés (2002) : Maharet

- Julie Christie dans :
  - Troie (2004) : Thétis
  - Harry Potter et le Prisonnier d'Azkaban (2004) : Madame Rosmerta
  - Le Chaperon rouge (2011) : Mère-Grand

- Tisa Farrow dans :
  - L'Enfer des zombies (1979) : Anne Bowles
  - L'Exterminateur (1979) : Kate Barthel
  - Héros d'apocalypse (1980) : Jane Foster

- Faye Dunaway dans :
  - La Servante écarlate (1990) : Serena Joy
  - L'Héritage de la haine (1996) : Lee Cayhall Bowen

- Abbe Lane dans :
  - Totò à Madrid (1959[n 1]) : Eva
  - Jules César contre les pirates (1962[n 2]) : Plauzia

- Raquel Welch dans :
  - Ambulances tous risques (1976) : Jugs
  - Le Prince et le Pauvre (1977) : Lady Edith

- Caroline Munro dans :
  - Starcrash : Le Choc des étoiles (1978) : Stella Star
  - Les Frénétiques (1982) : Jana Bates

- Jessica Lange dans :
  - Que le spectacle commence (1979) : Angelique
  - Tootsie (1982) : Julie Nichols

- Barbara Carrera dans 
  - Jamais plus jamais (1983) : Fatima Blush
  - Œil pour œil (1983) : Lola Richardson

- Isabella Rossellini dans :
  - Blue Velvet (1987) : Dorothy Valens
  - Sailor et Lula (1990) : Perdita Durango

- Annette Bening dans :
  - Valmont (1989) : la Marquise de Merteuil
  - Bugsy (1992) : Virginia Hill

- Joanna Lumley dans : 
  - James et la Pêche géante (1996) : Tante Piquette
  - Le Loup de Wall Street (2013) : Tante Emma

- Ina Balin dans :
  - Charro (1969) : Tracey Winters (Ina Balin)[12]
  - Don Angelo est mort (1973) : Nella

- Brenda Sykes dans :
  - Campus (1970) : Luan
  - Gunn la gâchette (1972) : Judith

- Carolyn Seymour dans :
  - Mort d'un prof (1971) : Silvia Ebony
  - La Grande Zorro (1981) : Dolores, la femme de Garcia

- Jennifer Warren (en) dans :
  - Le Contrat (1969)[13] : Erica Moore
  - La Castagne (1977) : Francine Dunlop

- Lauren Hutton dans :
  - Le Flambeur (1974) : Billie
  - La Famille Jones (2010) : KC

Mais aussi :
- 1942[n 3] : Casablanca : Ilsa Lund (Ingrid Bergman)
- 1948[n 4] : Le Fils du désert : la jeune mère mourante (Mildred Natwick)
- 1955[n 5] : Cinq fusils à l'ouest : Shalee (Dorothy Malone)
- 1956[n 6] : La Vengeance de l'indien : Taini (Kathryn Grant)
- 1967 : Les Chiens verts du désert : Faddja Hassen (Jeanne Valérie)
- 1968 : La Tour de Nesle : Blanche du Bois (Uschi Glas)
- 1969 : L'Étau : Juanita de Cordoba (Karin Dor)
- 1969 : Le Commissaire Pepe : Sœur Clémentine (Dana Ghia)
- 1969 : Le Secret de Santa Vittoria : la comtesse Caterina Malatesta (Virna Lisi)
- 1969[13] : Le Contrat : Erica Moore (Sybil Danning)
- 1970 : El Condor : Dolores (Imogen Hassall)
- 1970 : Waterloo : Magdalene Hall (Veronica de Laurentiis)
- 1970 : On n'achète pas le silence : Emma Jones (Lola Falana)
- 1971 : Priez les morts, tuez les vivants : Daisy (Adriana Giuffrè)
- 1971 : Dr Jekyll et Sister Hyde : Susan (Susan Broderick)
- 1971 : Pigeon d'argile : Tracy (Belinda Palmer)
- 1972 : Les Indésirables : Adelita (Christine Belford)
- 1972 : Une bonne planque : Hermana Germana (Sophia Loren)
- 1972 : Carnage : Clarabelle (Angel Tompkins)
- 1972 : Blacula, le vampire noir : Luva / Tina (Vonetta McGee)
- 1972 : Juge et Hors-la-loi : Maria Elena (Victoria Principal)
- 1972 : Gunn la gâchette : Judith (Brenda Sykes)
- 1972 : Ludwig ou le Crépuscule des dieux : Lila von Buliowski (Adriana Asti)
- 1972 : Barbe-Bleue : Greta (Karin Schubert)
- 1973 : La Cloche de l'enfer : Teresa (Nuria Gimeno)
- 1973 : Le Shérif ne pardonne pas : Maria (Isela Vega)
- 1973 : Big Guns – Les Grands Fusils : Anna, la femme de Tony (Nicoletta Machiavelli) + la prostituée (Erika Blanc)
- 1973 : Les Dix Derniers Jours d'Hitler : Eva Braun (Doris Kunstmann)
- 1974 : Mr. Majestyk : Nancy Chavez (Linda Cristal)
- 1974 : La Grande Casse : l'opératrice du central de Police (Bunny Walsh)
- 1975 : Le Jour du fléau : Faye Greener (Karen Black)
- 1975 : La Sanction : Anna Montaigne (Heidi Brühl)
- 1975 : Lisztomania : Marie d'Agoult (Fiona Lewis)
- 1975 : La Baby-Sitter : Ann (Sydne Rome)
- 1975 : Un coup de deux milliards de dollars : Sally (Barbara Seagull)
- 1975 : The Premonition : le Dr Jeena Kingsly (Chitra Neogy)
- 1975 : La Cité des dangers : Nancy Gaines (Kelly Wilder)
- 1976 : Complot de famille : Blanche Tyler (Barbara Harris)
- 1976 : Carrie au bal du diable : Miss Andrea Collins (Betty Buckley)
- 1976 : Vengeance d'outre-tombe : Christella (Joan Pringle)
- 1976 : Chewing gum rallye : Angie (Tricia O'Neil)
- 1976 : Le Sursis : Deborah (Gayle Hunnicutt)
- 1976 : Week-end sauvage : Diane (Brenda Vaccaro)
- 1976 : La Carrière d'une femme de chambre : Marcella Valmarín "Alba Doris" (Agostina Belli)
- 1977 : Tentacules : Vicky Gleason (Delia Boccardo)
- 1977 : On m'appelle Dollars : Rosie Jones (Valerie Perrine)
- 1977 : Une si gentille petite fille : Vivian Gimble (Beverly Murray)
- 1977 : La Fièvre du samedi soir : Stéphanie Mangano (Karen Lynn Gorney) (1er doublage)
- 1978 : Furie : Dr Susan Charles (Fiona Lewis)
- 1978 : Les Sept Cités d'Atlantis : Delphine (Lea Brodie)
- 1978 : Le Cercle de fer : Tara (Erica Greer)
- 1978 : Les Guerriers de l'enfer : Jody (Timothy Blake)
- 1978 : L'Argent de la banque : Elaine (Céline Lomez)
- 1978 : Les 39 Marches : Alex MacKenzie (Karen Dotrice)
- 1978 : Un mariage : Antoinette Goddard (Dina Merrill)
- 1978 : Betsy : Sally Hardeman (Katharine Ross)
- 1979 : Les Monstresses : la veuve / la passante (Ursula Andress)
- 1979 : Prophecy : Le Monstre : Maggie Verne (Talia Shire)
- 1979 : Tendre Combat (The Main Event) d'Howard Zieff : Donna (Patti D'Arbanville)
- 1979 : Moonraker : Manuela (Emily Bolton)
- 1979 : The Rose : Sarah Willingham (Sandra McCabe)
- 1979 : SOS Concorde : une amie de Brody, au café
- 1979 : Liés par le sang : Vivian Nichols (Michelle Phillips)
- 1980 : Bronco Billy : Lorraine Running Water (Sierra Pecheur)
- 1980 : Pulsions : Kate Miller (Angie Dickinson)
- 1980 : Phobia : Barbara Grey (Alexandra Stewart)
- 1980 : La Bidasse : Liz Lemish (Mimi Maynard)
- 1980 : Inferno : l'infirmière / Mater Tenebrarum (Veronica Lazăr)
- 1980 : Les Séducteurs : Marisa (Beba Loncar)
- 1980 : Le Silence qui tue : Scotty Parker (Rebecca Balding)
- 1980 : Spectre : Lacey (Laura en VF) (Suzanna Love)
- 1980 : Le Plus Secret des agents secrets : Agent 36 (Pamela Hensley)
- 1981 : La Fièvre au corps : Mary Ann Simpson (Kim Zimmer)
- 1981 : L'Œil du témoin : Tony Sokolow (Sigourney Weaver)
- 1981 : Taps : la journaliste (Karen Braga)
- 1982 : Victor Victoria : Simone Kallisto (Ina Skriver)
- 1982 : La Féline : Irena Gallier (Nastassja Kinski)
- 1982 : 48 heures : Elaine (Annette O'Toole)
- 1983 : Mortelle Randonnée : la signora Comolli (Franka Tamantini)
- 1984 : Le Meilleur : Memo Paris (Kim Basinger)
- 1984 : Amadeus : Katerina Cavalieri (Christine Ebersole) (1er doublage)
- 1984 : Dune : Princesse Irulan (Virginia Madsen)
- 1984 : Runaway : L'Évadé du futur : Lois, le robot de Jack (Marilyn Schreffler)
- 1985 : Kalidor : Sonia la Rousse (Brigitte Nielsen)
- 1986 : Le Contrat : Monique (Kathryn Harrold)
- 1987 : Maurice : Mrs. Durham (Judy Parfitt)
- 1988 : Double Détente : Catherine « Cat » Manzetti (Gina Gershon)
- 1988 : Tucker : Vera Tucker (Joan Allen)
- 1989 : Uncle Buck : Marcie Dahlgren-Frost (Laurie Metcalf)
- 1990 : Le Seul Témoin : Kathryn Weller (Susan Hogan)
- 1990 : Cry-Baby : Mme Vernon-Williams (Polly Bergen)
- 1990 : Xtro 2 : Activités extra-terrestres : la Dr Julie Casserly (Tara Buckman)
- 1991 : Kafka : Gabriela (Theresa Russell)
- 1991 : L'embrouille est dans le sac : Roxanne (Linda Gray)
- 1991 : La Liste noire : Felicia Barron (Roxann Biggs)
- 1992 : Maris et Femmes : Sally (Judy Davis)
- 1993 : Mr. Jones : le Dr Elizabeth Bowen (Lena Olin)
- 1997 : Shooting Fish : Mme Ross (Phyllis Logan)
- 1998 : Projet RPM : Georgie Rysher (Debora Weston)
- 1999 : Big Daddy : Juge M. Healy (Carmen De Lavallade)
- 1999 : Tout sur ma mère : Huma Rojo (Marisa Paredes)
- 2000 : Sale Môme : le Dr Suzanne Alexandre (Dana Ivey)
- 2000 : Au nom d'Anna : Ruth Schram (Anne Bancroft)
- 2000 : De si jolis chevaux : Doña Alfonsa (Miriam Colon)
- 2002 : Possession : Ellen Ash (Holly Aird)
- 2002 : La Sirène rouge : Eva Kristensen (Frances Barber)
- 2006 : Munich : la mère d'Avner (Gila Almagor)

#### Longs métrages d'animation
- 1940 : Pinocchio : la Fée bleue (2e doublage)
- 1951 : Alice au pays des merveilles : la sœur d'Alice (2e doublage)
- 1955 : La Belle et le Clochard : Peggy (2e doublage)
- 1983 : Tygra, la glace et le feu : Roliel
- 1998 : Hercule et Xena : La Bataille du Mont Olympe : Alcmène
- 1998 : Excalibur, l'épée magique : lady Juliana
- 2010 : Le Royaume de Ga'hoole : Nyra (Helen Mirren)
- 2011 : Cars 2 : La Reine

### Télévision

#### Téléfilms
- Jane Seymour dans : 
  - Heidi (1993) : Fraulein Rottenmayer
  - Femme fatale (1993) : Linda Crandell
  - La Justice au cœur (A passion for justice: The Hazel Brannon Smith story) (1994) : Hazel Brannon Smith
  - Un candidat idéal (1997) : Alison Reid
  - Un mariage de convenance (1998) : Chris Winslow Whitney
  - Docteur Quinn, femme médecin : Une famille déchirée (1999) : Dr Michaela « Mike » Quinn
  - Le Tourbillon des souvenirs (1999) : Rebecca Vega / Abbie Swenson Stewart
  - Reflet mortel (2000) : Dr Mary Kost Richland
  - Docteur Quinn, femme médecin : Dames de coeur (2001) : Dr Michaela « Mike » Quinn
  - Les ombres du passé (2001) : Jenny Cole / Mary Sutton
  - Seuls dans le noir (2001) : Kathy Robbins
  - Le Cœur d'un autre (2002) : Jill Maddox
  - Enquête de vacances (2008) : Prudence McCoy
  - Au cœur de la famille (2012) : Vivian Tisdale
  - Chante, danse, aime (2013) : Harper Hutton
  - Un Noël de princesse (2014) : Reine Isadora
  - De cœur inconnu (2014) : Sally Haynes

- Linda Gray dans :
  - Du rire aux larmes (1991) : Laura
  - Mauvaise rencontre (1992) : Catherine
  - Seule contre l’injustice (1993) : Gayle Moffitt
  - Jeu mortel (1994) : Eileen Stevens
  - Dallas : Le Retour de J.R. (1996) : Sue Ellen Ewing
  - Menace sur le berceau (1997) : Helen Sawyer
  - Dallas : La Guerre des Ewings (1998) : Sue Ellen Ewing
  - McBride : Un parfum de scandale (2005) : Victoria Sawyer
  - Un couple parfait (2015) : Gabby Taylor

- Faye Dunaway dans :
  - Les Reines de la nuit (1986) : Lil Hutton
  - La Destinée de Mademoiselle Simpson (1989) : Love Simpson Blakeslee
  - Meurtre aux deux visages (1993) : Lauren Stanton
  - Pandemic : Virus fatal (2007) : Lillian Shaefer

- Glenn Close dans :
  - La Nouvelle Vie de Sarah (1991) : Sarah Wheaton
  - Le Combat de Sarah (1993) : Sarah Wheaton
  - Les Galons du silence (1995) : Margarethe Cammermeyer
  - Les Déchirements du passé (1999) : Sarah Wheaton

- Lesley Ann Warren dans :
  - Family of Spies (en) (1990) : Barbara Walker
  - Cœurs en feu (1992) : Anita Mattison
  - Extrême Jalousie (1992) : Wanda Holloway

- Meryl Streep dans : 
  - Au risque de te perdre (1997) : Lori Reimuller
  - Angels in America (2003) : Hannah Pitt / Ethel Rosenberg / le rabbin Chemelwitz (mini-série)

- Helen Mirren dans : 
  - Les Orages d'un été (1996) : Chase Phillips
  - La Comtesse au tableau (1997) : Maggie Sheridan

Mais aussi :
- 1972 : Adventures of Nick Carter : Joyce Jordan (Laraine Stephens)
- 1972 : Enquête sur l'honneur d'un flic : Ellie Schuster (Lee Grant) (doublage tardif)
- 1974 : Brève rencontre : Anna Jesson (Sophia Loren)
- 1974 : Meurtres au monastère : la vision céleste (Irene Tsu)
- 1975 : La Nuit qui terrifia l'Amérique : Kelly (Tracy Brooks Swope)
- 1976 : La maison vous attend... (en) : Donna Gregory (Kate Jackson)
- 1977 : Horizons en flammes : Harriet Malone (Donna Mills)
- 1977 : Les Envoûtés : Louise Gelson (Joan Hackett)
- 1984 : Les Poupées de l'espoir : Gertie Nevels (Jane Fonda)
- 1989 : Des vacances en enfer (en) : Gene LePere (Lee Remick)
- 1990 : On m'a volé mon mari : Katherine Slade (Valerie Harper)
- 1994 : Le Labyrinthe des sentiments (en) : Rebecca Ferguson Stone (Patricia Wettig)
- 1996 : Les Voyages de Gulliver : Mary Gulliver (Mary Steenburgen)
- 2001 : Danger à domicile : Katherine Sullivan (Bo Derek)
- 2001 : Les Brumes d'Avalon : Viviane (Anjelica Huston)[14]
- 2007 : Comme une ombre dans la nuit : Margaret Lavelle (Jacqueline Bisset)
- 2013 : Bienvenue à la campagne : Rita (Senta Berger)

#### Séries télévisées
- Jane Seymour dans : 
  - Docteur Quinn, femme médecin (1993-1998) : Michaëla Quinn Sully
  - Une nounou d'enfer (1995) : Michaëla Quinn Sully (saison 3, épisode 11)
  - Dharma et Greg (1998) : elle-même (saison 1, épisode 19)
  - Miss Marple (2004) : Rachel Argyle
  - New York, unité spéciale (2004) : Debra Connor (saison 5, épisode 15)
  - Smallville (2004-2005) : Genevieve Teague (saison 4)
  - How I Met Your Mother (2006) : Le professeur Lewis (saison 2, épisode 6)
  - In Case of Emergency (2007) : Donna
  - Earl (2009) : elle-même
  - Ben and Kate (2011) : Wendy Harrison
  - Jane the Virgin (2015) : Amanda Elaine (1ère voix, saison 1)

- Candice Bergen  dans :
  - Murphy Brown (1990-1998) : Murphy Brown (3e voix)
  - Sex and the City (2002-2004) : Enid Frick
  - Will et Grace (2004) : elle-même
  - New York, police judiciaire (2004) : le juge Amanda Anderlee
  - New York, cour de justice (2005) : le juge Amanda Anderlee
  - Boston Justice (2005-2008) : Shirley Schmidt
  - Dr House (2011) : Arlene Cuddy

- Linda Gray dans :
  - Dallas (1978-1991) : Sue Ellen Ewing
  - Melrose Place (1994) : Hilary Michaels
  - Models Inc. (1994-1995) : Hillary Michaels
  - Les Anges du bonheur (1996) : Marian Campbell
  - Amour, Gloire et Beauté (2004-2005) : Priscilla Kelly
  - 90210 Beverly Hills : Nouvelle Génération (2008) : Victoria Brewer (saison 1, épisode 2)
  - Dallas (2012-2014) : Sue Ellen Ewing

- Faye Dunaway dans :
  - Ellis Island, les portes de l'espoir (1984) : Maud Charteris
  - Colombo (1993) : Lauren Stanton (saison 13, épisode 3)
  - Alias (2002 - 2003) : Ariana Kane

- Susan Sullivan dans : 
  - Dharma et Greg (1997-2002) : Katherine « Kitty » Montgomery
  - Mon oncle Charlie (2006) : Dorothy
  - Castle (2009-2016) : Martha Rodgers

- Rita Moreno dans : 
  - Oz (1997-2003) : sœur Peter Marie
  - New York, unité spéciale (2005) : Mildred Quintana (saison 6, épisode 20)

- Jaclyn Smith dans : 
  - Drôles de dames (1976-1981) : Kelly Garrett
  - New York, unité spéciale (2010) : Susan Delzio (saison 11, épisode 18)

- Erin Gray dans :
  - Magnum (1981) : Joy 'Digger' Doyle (saison 1, épisode 17)
  - Rick Hunter (1989) : Kate Lawson (saison 6, épisode 1)

- Natalie Wood dans :
  - Tant qu'il y aura des hommes (en) (1979) : Karen Holmes (3 épisodes)
  - Pour l'amour du risque (1979) : la star de cinéma à l'ombrelle (épisode pilote)

Mais aussi :
- 1967-1971 : Le Grand Chaparral : Victoria Cannon (Linda Cristal)
- 1968 : Les Envahisseurs : Joan Siley (Susan Oliver)
- 1971 : Hawaï police d'État : Sirona (France Nuyen) (saison 4, épisode 1)
- 1972 : Colombo : Miss Johnson (Kathryn Kelly Wiget) (saison 2, épisode 3)
- 1974-1978 : La Petite Maison dans la prairie : Eva Beadle Simms (Charlotte Stewart) (1re voix)
- 1978-1980 : Starsky et Hutch :
  - Theresa Defusto (Jess Walton) (saison 1, épisode 15, « Monty viendra à minuit »)
  - Janice (Joan Collins) (saison 3, épisodes 1 et 2, « Créatures de rêve »)
  - Lisa Kendrick (Priscilla Barnes) (saison 3, épisode 20, « Un visage d'ange »)
- 1980 : L'Île fantastique : Caroline Taylor (Jo Ann Pflug) (saison 3, épisode 20)
- 1981 : Magnum :
  - Adelaide Malone (Christine Belford) (saison 1, épisode 14)
  - Amy Crane / Carol Foster (Andrea Marcovicci) (saison 1, épisode 15)
- 1983 : Les Deux font la paire :
  - l'animatrice cosmétique (Mary Margaret Lewis) (saison 1, épisode 2)
  - la princesse Salana (Jane Kaczmarek) (saison 1, épisode 6)
- 1984 : Falcon Crest : Francesca Gioberti (Gina Lollobrigida)
- 1985-1989 : Petite Merveille : Joan Lawson (Marla Pennington)
- 1991 : Suspect numéro 1 : Inspecteur Jane Tennison (Helen Mirren)
- 1991 : Hercule Poirot : La mort dans les nuages : Lady Horbury (Cathryn Harrison)
- 1992-1996 : La Caverne de la rose d'or : la reine noire (Brigitte Nielsen) (mini-série, 4 épisodes)
- 1996-2001 : Troisième planète après le Soleil : Mary Albright (Jane Curtin)
- 1997-2002 : JAG : la députée Bobbi Latham (Anne-Marie Johnson)
- 1997-2003 : Voilà ! : Nina Van Horn (Wendie Malick)
- 2000 : New York, unité spéciale : Mme Walton (Polly Adams)
- 2001 : Friends : Cecilia Monroe / Jessica Lockhart (Susan Sarandon) (saison 7, épisode 15)
- 2002-2005 : Alias : Emily Sloane (Amy Irving)
- 2002-2019 : Double Jeu : Eva Maria Prohacek (Senta Berger)
- 2003 : New York, unité spéciale : Juliet Barclay (Jacqueline Bisset) (saison 5, épisode 9)
- 2004 : Miss Marple : Dolly Bantry (Joanna Lumley)
- 2004-2010 : Nip/Tuck : Joan Rivers (elle-même)
- 2005 : Smallville : Pauline Kahn (Carrie Fisher) (saison 5, épisode 5)
- 2006-2007 : Desperate Housewives : Gloria Hodge (Dixie Carter)
- 2007-2012 : Damages : Patty Hewes (Glenn Close)
- 2009-2013 : The Middle : Pat Spence (Marsha Mason) (1ère voix, saisons 1 à 4)
- 2015 : The Brink : Naeema Massoud (Meera Syal)

#### Séries d'animation
- 1978 : Tout doux Dinky : Sandy
- 1978 : Jane de la jungle : Jane
- 1979 : Sport Billy : Vanda
- 1981 : Ulysse 31 : Shyrka (1re voix)
- 1981 : Les Trois Mousquetaires : Constance Bonnacieux
- 1982 : Les Mystérieuses Cités d'or : la narratrice
- 1982 : Cobra : Norma Herman
- 1983 : Les Maîtres de l'univers : Tila / Evil-Lyn
- 1985 : Clémentine : Héméra / Malmotha / Starlett O'Wawa
- 1986 : La Vie des Botes : La mère
- 1986 : SilverHawks : Emily Steel Heart
- 1992 : Eek le chat : Annabelle
- 1993 : Albert le 5e mousquetaire : Milady de Winter
- 1994 : Spiderman : Mary Jane Watson / tante May
- 2003 : Arzak Rhapsody : voix additionnelles

### Jeu vidéo
- 1999 : Disney Le Retour Des Méchants : la Fée bleue

### Divers
Évelyn Séléna est la narratrice française de l'attraction Spaceship Earth  à Epcot (Walt Disney World Resort), ainsi que la voix française de l'attraction Buzz Lightyear Laser Blast à Disneyland Paris.